# Foisches
Foisches és un municipi francès situat al departament de les Ardenes i a la regió del Gran Est. L'any 2007 tenia 233 habitants.

## Demografia

### Població
El 2007 la població de fet de Foisches era de 233 persones. Hi havia 72 famílies de les quals 8 eren unipersonals (4 homes vivint sols i 4 dones vivint soles), 12 parelles sense fills, 36 parelles amb fills i 16 famílies monoparentals amb fills.
La població ha evolucionat segons el següent gràfic:
Habitants censats

### Habitatges
El 2007 hi havia 87 habitatges, 76 eren l'habitatge principal de la família, 3 eren segones residències i 8 estaven desocupats. Tots els 87 habitatges eren cases. Dels 76 habitatges principals, 68 estaven ocupats pels seus propietaris, 5 estaven llogats i ocupats pels llogaters i 3 estaven cedits a títol gratuït; 2 tenien tres cambres, 17 en tenien quatre i 57 en tenien cinc o més. 59 habitatges disposaven pel capbaix d'una plaça de pàrquing. A 37 habitatges hi havia un automòbil i a 32 n'hi havia dos o més.

### Piràmide de població
La piràmide de població per edats i sexe el 2009 era:
| Homes | Edats   | Dones |
| ----- | ------- | ----- |
| 0     | 95 o +  | 0     |
| 0     | 90 a 94 | 0     |
| 0     | 85 a 89 | 0     |
| 0     | 80 a 84 | 0     |
| 8     | 75 a 79 | 8     |
| 0     | 70 a 74 | 4     |
| 0     | 65 a 69 | 0     |
| 4     | 60 a 64 | 8     |
| 8     | 55 a 59 | 4     |
| 8     | 50 a 54 | 12    |
| 12    | 45 a 49 | 8     |
| 12    | 40 a 44 | 8     |
| 0     | 35 a 39 | 8     |
| 16    | 30 a 34 | 4     |
| 8     | 25 a 29 | 4     |
| 8     | 20 a 24 | 4     |
| 16    | 15 a 19 | 4     |
| 12    | 10 a 14 | 0     |
| 8     | 5 a 9   | 8     |
| 4     | 0 a 4   | 8     |

## Economia
El 2007 la població en edat de treballar era de 158 persones, 109 eren actives i 49 eren inactives. De les 109 persones actives 92 estaven ocupades (60 homes i 32 dones) i 17 estaven aturades (9 homes i 8 dones). De les 49 persones inactives 13 estaven jubilades, 11 estaven estudiant i 25 estaven classificades com a «altres inactius».

### Ingressos
El 2009 a Foisches hi havia 72 unitats fiscals que integraven 202,5 persones, la mediana anual d'ingressos fiscals per persona era de 15.673 €.

### Activitats econòmiques
Dels 3 establiments que hi havia el 2007, 1 era d'una empresa de comerç i reparació d'automòbils, 1 d'una empresa d'hostatgeria i restauració i 1 d'una empresa classificada com a «altres activitats de serveis».
L'únic servei als particulars que hi havia el 2009 era una perruqueria.
L'any 2000 a Foisches hi havia 6 explotacions agrícoles que ocupaven un total de 702 hectàrees.

## Equipaments sanitaris i escolars
El 2009 hi havia una escola elemental.

## Poblacions més properes
El següent diagrama mostra les poblacions més properes.